# Sonny Colbrelli
Sonny Colbrelli (født 17. maj 1990 i Desenzano del Garda) er en italiensk tidligere professionel cykelrytter.

## Meritter
2010
Trofeo Alcide Degasperi
2014
2. etape, Slovenien Rundt
Giro dell'Appennino
Memorial Marco Pantani
GP Industria e Commercio di Prato
Coppa Sabatini
2015
Etapesejr og samlet, Tour du Limousin
Gran Premio Bruno Beghelli
2016
GP Lugano
3. og 4. etape, Tour du Limousin
5. etape, Tour du Poitou-Charentes
Coppa Agostoni
Coppa Sabatini
Tre Valli Varesine
2017
Brabantse Pijl
2. etape, Paris-Nice
Coppa Bernocchi
2018
4. etape, Dubai Tour
3. etape, Tour de Suisse
Coppa Bernocchi
Gran Piemonte
2019
4. etape, Tour of Oman
4. etape, Deutschland Tour
Gran Premio Bruno Beghelli
2020
2. etape, Route d'Occitanie
2021
2. etape, Romandiet Rundt
3. etape, Critérium du Dauphiné
 Italiensk mester i linjeløb
Samlet + 6. etape, Benelux Tour
 Europamester i linjeløb
Memorial Marco Pantani
Paris-Roubaix